# Hemileius punctatus
Hemileius punctatus är en kvalsterart som först beskrevs av Hammer 1961.  Hemileius punctatus ingår i släktet Hemileius och familjen Hemileiidae. Inga underarter finns listade i Catalogue of Life.